# Лапча (приток Турьи)
Лапча — река в России, протекает по Свердловской области в городском округе Карпинск. Устье реки находится в 73 км по левому берегу реки Турья. Длина реки составляет 11 км.
Берёт начало в болоте Лапчинском.
Имеет правый приток — реку Антипинский Исток, вытекающую из озера Антипинского.
Система водного объекта: Турья → Сосьва → Тавда → Тобол → Иртыш → Обь → Карское море.

## Данные водного реестра
По данным государственного водного реестра России относится к Иртышскому бассейновому округу, водохозяйственный участок реки — Сосьва от истока до водомерного поста у деревни Морозково, речной подбассейн реки — Тобол. Речной бассейн реки — Иртыш.
Код объекта в государственном водном реестре — 14010502412111200010301.